# Svatý Jeroným (Dürer)
Obraz Svatý Jeroným je renesanční dílo, namalované v roce 1521, jejímž autorem je Albrecht Dürer.

## Historie a detaily

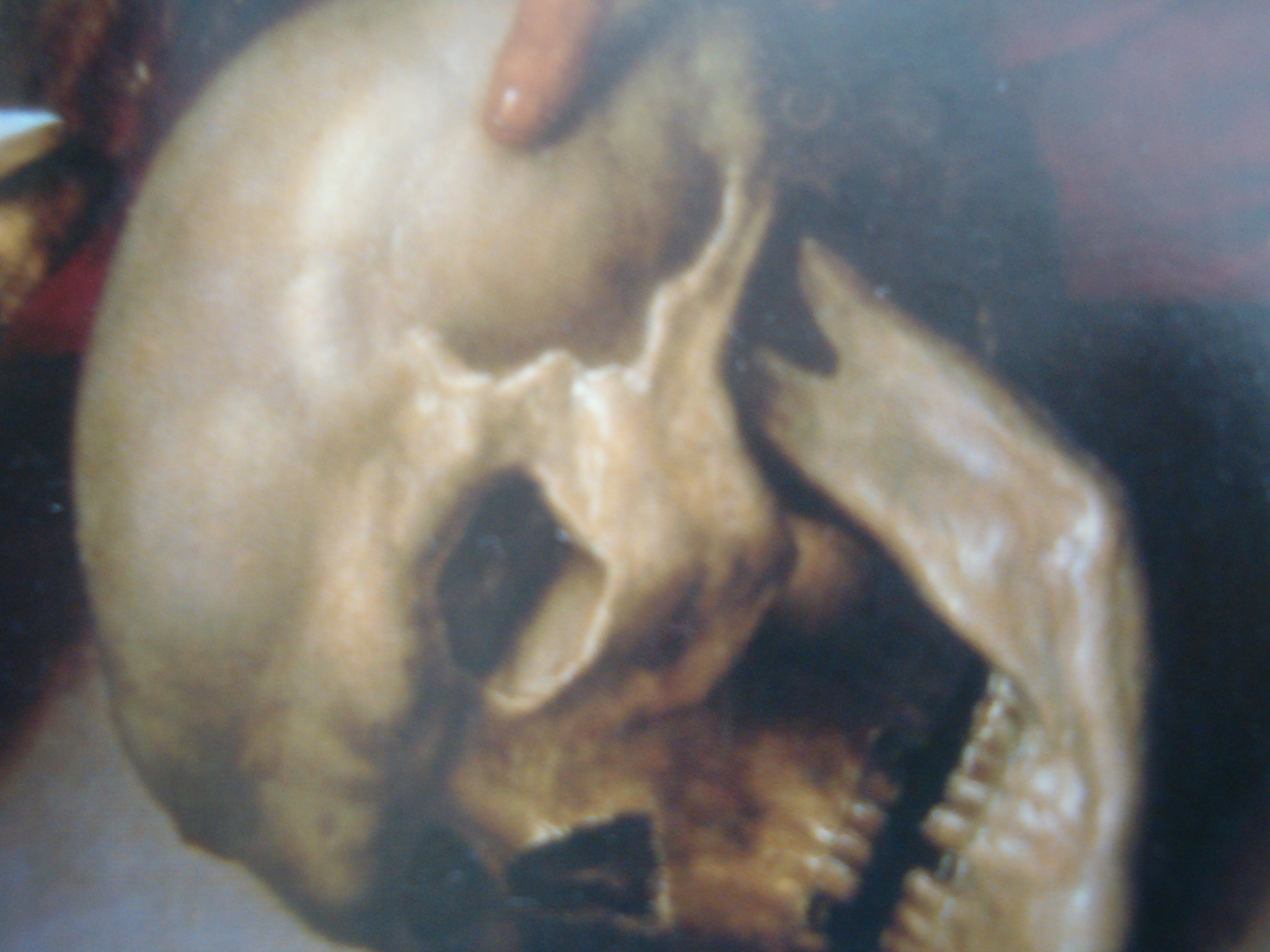
Detail obrazu (lebka v pravém dolním rohu)

Obraz Svatý Jeroným byl namalován v roce 1521, kombinovanou technikou na dubovém dřevě, v Nizozemí.
Jeho autorem byl Albrecht Dürer a obraz měří 59,5 × 48,5 cm.
Je to charakterová studie stárnoucího učence přemítajícího o pomíjivosti pozemského života. Jako model církevního otce si Dürer vybral třiadevadesátiletého muže z Antverp, jehož portrét dalším kreslením přeměnil v skvostnou, téměř hyperrealistickou bustu Jeronýma.

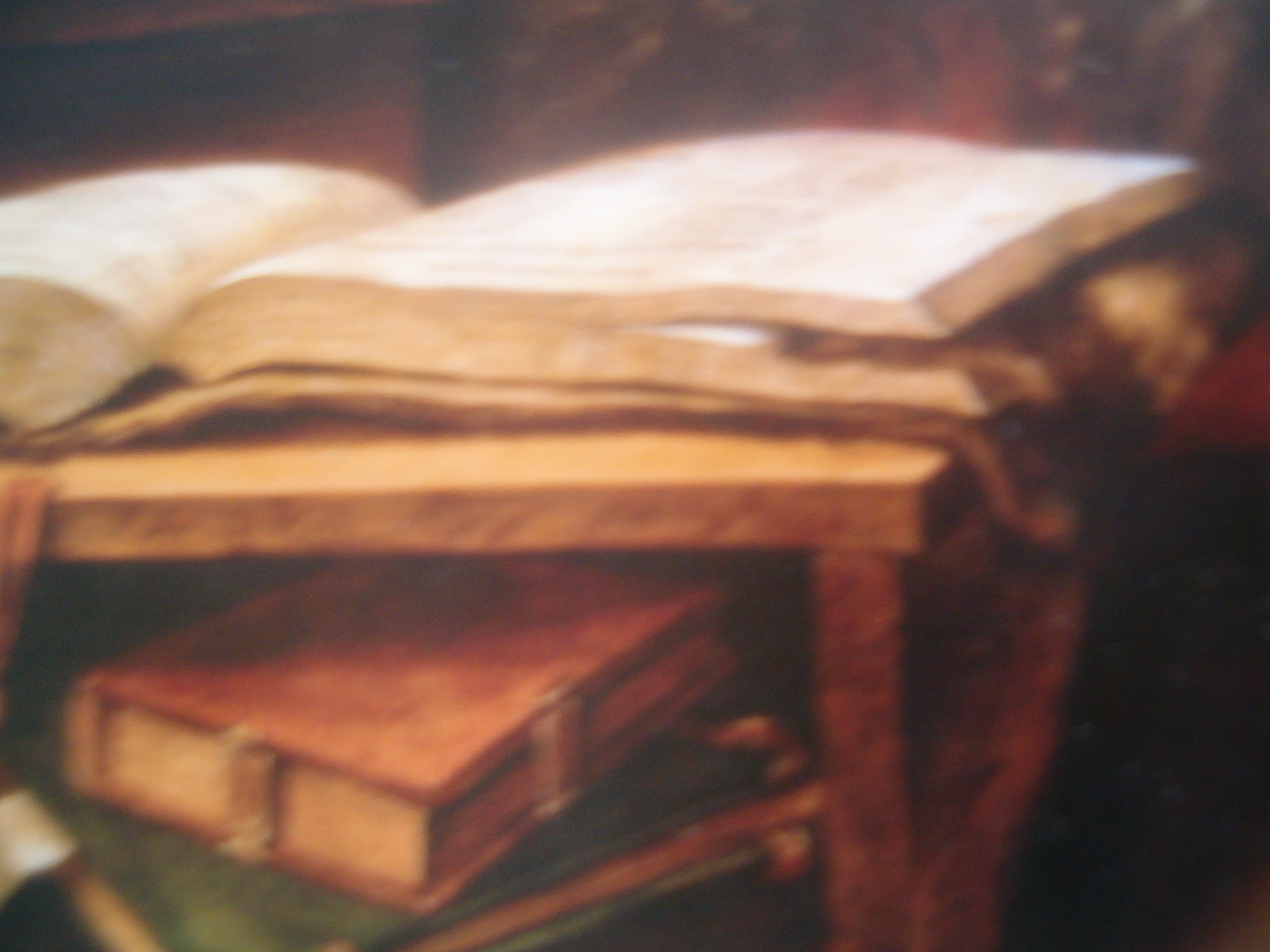
Detail obrazu (zátiší s knihami v levém dolním rohu)

Značný podíl na působivosti obrazu má velká lidská lebka, namalovaná ve vysoce realistickém detailu v pravém dolním rohu – symbol askeze a smrti těla. Jeroným na ni ukazuje prstem. Ale je ten muž, který si portrétovaného bedlivě prohlíží, skutečný světec? Zpodobení Jeronýma neboli Hieronyma ze Stridonu v té době často nabývalo nového, časového rozměru. Církevní otec byl čím dál častěji vnímán jako světský činitel na poli humanismu a literatury – a pro toto spojení by mohlo mluvit nádherně namalované zátiší s knihami v levém dolním rohu obrazu.
Takové obrazy zbožného intelektualismu si stále častěji nacházeli cestu do studoven učenců a soukromých uměleckých sbírek. Žádný z Dürerových obrazů není lépe dokumentován.
Podle dřívějšího mínění vytvořil Dürer svého e Jeronýma jako odpověď na obraz od Quentina Massyse. Dnes se zdá, že to bylo obráceně: antverpský mistr se pro deskovou malbu zhotovenou v jeho ateliéru (Vídeň, Kunsthistorisches Museum) nechal inspirovat norimberským kolegou (Dürerem).
Dnes je obraz umístěn v Lisabonu, Museu Nacional de Arte Antiga.